# ستيوارت دبليو. فروست
ستيوارت دبليو. فروست (بالإنجليزية: Stuart W. Frost)‏ هو عالم حيوانات وعالم حشرات أمريكي، ولد في 1891 في تاريتاون في الولايات المتحدة، وتوفي في 1990.